# A su servicio
A su servicio és una sèrie de televisió de TVE rodada el 1992 i estrenada el 1994 i formada per 13 episodis independents dirigits per Alfonso Ungría i Fernando Méndez-Leite Serrano entre d'altres amb actors com Fernando Fernán-Gómez, Charo López, María Asquerino i Emma Penella.

## Argument
El nexe argumental dels diferents episodis eren els oficis relacionats amb el servei a la llar i les relacions entre servent i amo.

## Llista d'episodis
1. Ciudadano de Bizancio (3 de novembre de 1994)
2. El fiel guardián (10 de novembre de 1994)
3. Madrecita del alma querida (gener de 1995)
4. La venganza de Cenicienta (31 de gener de 1995)
5. La restauradora (21 de febrer de 1995)
6. El jardín del Edén
7. Estrella en declive
8. La doncella